# Prießnitz (Frohburg)
Prießnitz ist ein Ortsteil der Stadt Frohburg im sächsischen Landkreis Leipzig. Die Gemeinde Prießnitz mit ihren Ortsteilen Elbisbach und Trebishain wurde am 1. Januar 1994 mit vier weiteren Kommunen zur Gemeinde Eulatal zusammengeschlossen, welche am 1. Januar 2009 zur Stadt Frohburg kam.

## Geografie

### Geografische Lage und Verkehr
Prießnitz befindet sich im Osten der Stadt Frohburg im Tal der Eula. Im Westen des Orts befindet sich der Bockwitzer See, im Süden ein größeres Waldstück. Die Bundesautobahn 72 führt in einiger Entfernung am Süden an Prießnitz vorbei.

### Nachbarorte
|             | Flößberg                                    | Trebishain  |
| Schönau     | Kompassrose, die auf Nachbargemeinden zeigt | Elbisbach   |
| Nenkersdorf | Greifenhain                                 | Frankenhain |

## Geschichte

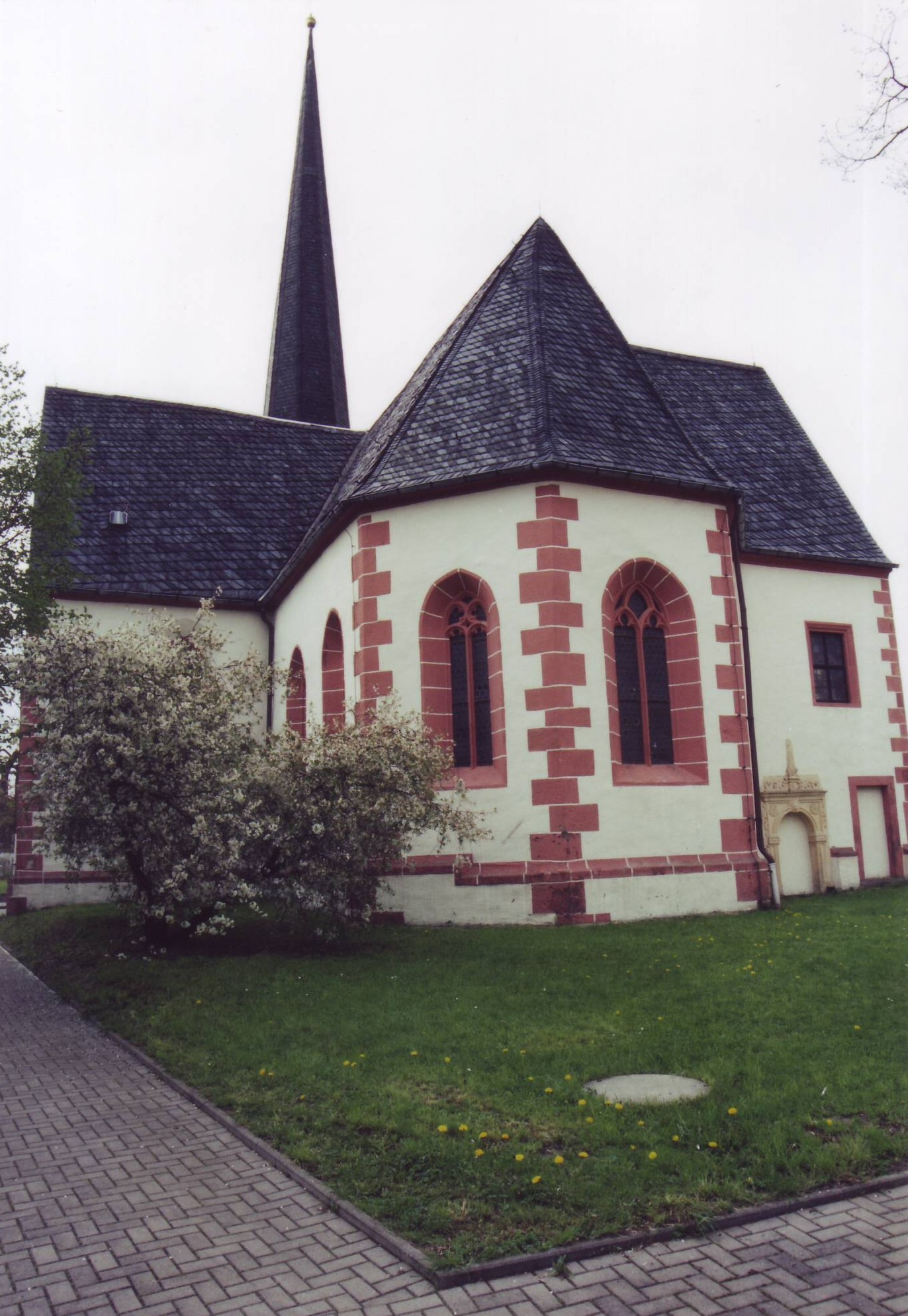
St. Annenkirche

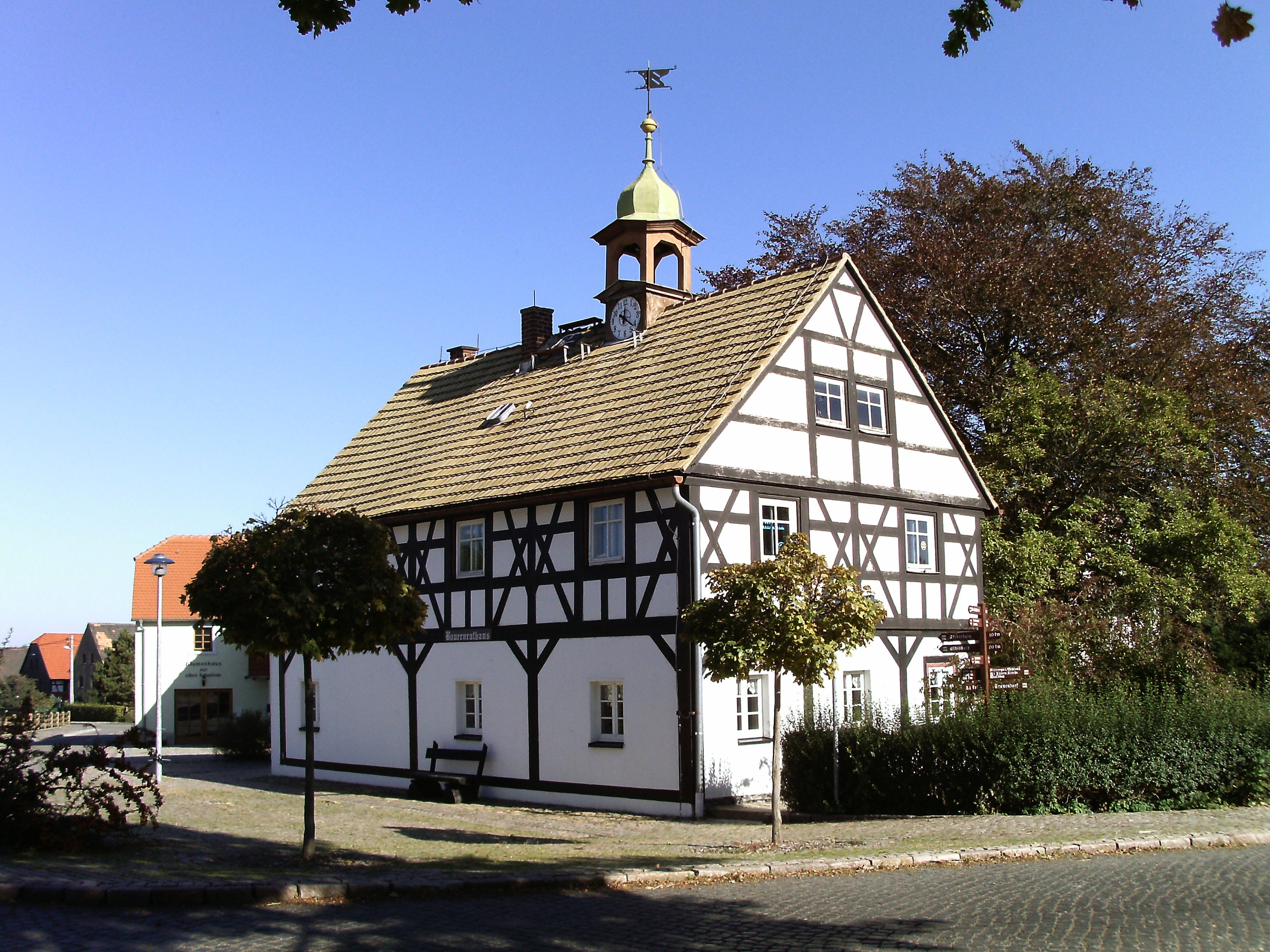
Bauernrathaus

Das Straßenangerdorf Prießnitz wird im Jahr 977 als Presnize erstmals in einer Schenkungsurkunde Ottos II. an das Bistum Magdeburg erwähnt. Zu dieser Zeit war bereits ein befestigter Wirtschaftsguthof (curtis) vorhanden, aus dem sich das 1486 erstmals erwähnte Rittergut entwickelte. Dieses übte bis ins 19. Jahrhundert die Grundherrschaft über den Ort aus. Der slawische Ortsname Bresnica bedeutet Birkenort. Das Rittergut Prießnitz kam im Jahr 1380 in den Besitz der Familie von Einsiedel und verblieb bis 1918 in Familienbesitz. Es war der älteste Stammsitz dieses meißnischen Uradelsgeschlechts. In den Jahren 1605/1606 erfolgte der Neubau des Schlosses, welches 1697 umgebaut wurde. Die Errichtung des Herrenhauses mit Pächterhaus, Ställen und Brauerei erfolgte in den Jahren 1740/1741. Die spätgotische Kreuzkirche wurde bereits um 1500 erwähnt. Die Einsiedel bildeten später eine eigene Familienlinie Prießnitz, die genealogisch seit Heinrich von Einsiedel (1713–1786) nachweisbar ist. Ihm folgte der Sohn August Abraham von Einsiedel nebst Gattin Karoline von Nostitz, dann der Enkel Alexander von Nostitz (1786–1856), Kreishauptmann in Leipzig, mit Ehefrau Antoinette Amalie Luise von Krosigk. Das Gutserbe fiel dann im Minorat an den jüngeren Bruder des Vorgenannten, Haubold von Einsiedel, kgl. sächs. Major und frst. reuß. Landrat, verheiratet mit Angelika von Schlieben. Mit Oskar von Einsiedel (1821–1907) übernahm wiederum ein jüngerer Sohn den Besitz. Oskar von Einsiedel war zudem großherzoglich luxemb. Kammerherr und Hauptmann in Hessen-Nassau und hatte mit Emma Poel eine bürgerliche Ehefrau (1841–1896), die Familie lebte auch längere Zeit in Wiesbaden. Letzte Einsiedel auf Rittergut Prießnitz mit Schönau, zusammen 471 ha, wurden die Söhne Kurt von Einsiedel (1870–1934), er lebte mit Familie in Dresden, und Alexander von Einsiedel (1880–1935), der in Afrika starb.
Prießnitz lag bis 1856 im kursächsischen bzw. königlich-sächsischen Amt Borna. Ab 1856 gehörte der Ort zum Gerichtsamt Borna und ab 1875 zur Amtshauptmannschaft Borna. Das Rittergut Prießnitz kam im Jahr 1918 an Fritz Vogel, der im Jahr 1920 Umbauten durchführte. Im Zuge der Bodenreform in der Sowjetischen Besatzungszone ab 1945 wurde das Rittergut enteignet und die Gebäude durch Umsiedler zu Wohnzwecken genutzt. Die landwirtschaftlichen Flächen erhielten Neubauern. Der Waldbestand wiederum wurde Staatseigentum.
Durch die zweite Kreisreform in der DDR im Jahr 1952 wurde die Gemeinde Prießnitz mit dem am 1. September 1948 eingemeindeten Trebishain dem Kreis Geithain im Bezirk Leipzig angegliedert. Am 1. Januar 1974 erfolgte die Eingemeindung von Elbisbach
nach Prießnitz. Das Wasserwerk Prießnitz erhielt zwischen 1978 und 1990 Wasser aus dem Tagebau Borna-Ost/Bockwitz.
Seit 1990 gehörte die Gemeinde Prießnitz mit ihren beiden Ortsteilen zum sächsischen Landkreis Geithain, der 1994 im Landkreis Leipziger Land und 2008 im Landkreis Leipzig aufging. Sie vereinigte sich am 1. Januar 1994 mit vier weiteren Gemeinden zur neuen Gemeinde Eulatal, die am 1. Januar 2009 in die Stadt Frohburg eingegliedert wurde. Der Schlosskomplex befand sich ab 1993 im Besitz der Gemeinde und wurde durch die Gemeindeverwaltung genutzt. Das Herrenhaus diente in den 1990er Jahren als Kindergarten.
Als Sitz des Gemeinderats wurde im Jahr 1712 ein Bauernrathaus in der Ortsmitte errichtet.

## Sehenswürdigkeiten
- Schloss Prießnitz[15] mit der Ausstellung „Ländliches Brauchtum“ des Heimatvereins Prießnitz/Trebishain e. V.
- St. Annenkirche Prießnitz[16]
- Bauernrathaus Prießnitz, in der Region nur noch selten anzutreffender Bautyps eines Umgebindehauses, welches Bestandteile der Block- und Fachwerkbauweise in sich vereint

## Persönlichkeiten
- Heinrich von Einsiedel, (1435–1507), Geheimer Rat, Gutsherr u. a. auf Gnandstein, erwarb um 1477 Gut Prießnitz
- Haubold von Einsiedel (1792–1867), deutscher Rittergutsbesitzer, Abgeordneter und Landrat